# نسفاكوماب
نسفاكوماب هو جسم مضاد وحيد النسيلة مصمم لعلاج السرطان، طورته ريجينيرون.